# Marta Moll de Alba
Marta Moll de Alba (Las Palmas de Gran Canaria) es una pianista española.

## Biografía y trayectoria
Artista en exclusiva de Warner Music. La pianista Marta Moll, formada en España y Alemania, ha sido galardonada con premios en Barcelona, Porto y Mannheim. 
Recibió el Melómano de Oro por su disco “Rapsodia del Sur” y el Premio Gran Canaria por su trayectoria. 
Ha actuado en España, Portugal, Alemania, Francia, Italia, Colombia, Ecuador, Israel, Jordania, Egipto, Marruecos, Túnez, Pakistán, Canadá, Japón, Corea del Sur y China. 
Marta Moll está certificada como coach por la Escuela Europea de Coaching.
Es colaboradora habitual de la revista cultural Jot Down y es la creadora y guionista de la serie de televisión Caminos de la Música emitida en La2 de TVE. 
Estudió piano con Margarita Guerra, Cecilio Tieles, Tibor Szasz, Leontina Margulis, Vitaly Margulis y Alicia de Larrocha. 
Obtuvo el Título Superior de Piano en el Conservatorio del Liceo de Barcelona y posteriormente se trasladó a Alemania.
Estudió piano y filosofía en la Universidad de Freiburg y obtuvo el Künstlerische Ausbildung en la Staatliche Hochschule für Musik Köln. Becada por la Alexander von Humboldt Stiftung y por la Staatliche Hochschule Köln. También estudió en la Rubinstein Akademie y en la Academia Marshall con Alicia de Larrocha. 
Se especializó en el repertorio español comenzando en el año 2003 un Master de Música Española dirigido por Alicia de Larrocha y en 2013 realizó un Master en Investigación de Patrimonio Musical en la Universidad de Oviedo.
Ha participado en clases magistrales tocando para Rudolf Kehrer, Vitaly Margulis, Arbo Valdma, Josep Colom, Dimitry Bashkirov, Vladimir Krainev y Marco Antonio de Almeida.  
Ha sido profesora en ESMUCEscuela Superior de Música de Cataluña y en la Academia Superior del Liceo. 
Es profesora en Musikene, el Centro Superior de Música del País Vasco y en la Universidad Alfonso X El Sabio en Madrid.
Como solista, su interpretación se realiza tanto en territorio español como internacional, en países como Portugal, Italia, Francia, Israel, Egipto, Jordania, Canadá, Latinoamérica, Marruecos, China, Japón, Corea y por Latinoamérica.
En el año 2000 formó junto al violoncelista Damián Martínez Marco el Dúo Cassadó y 3 años después se establecieron de modo profesional. Su disco debut Rapsodia del Sur fue un homenaje a la obra del violonchelista y compositor Gaspar Cassadó, de quien tomaron el nombre para su dúo. Son artistas en exclusiva de Warner Classics. Actúan en auditorios de países de todo el mundo, como Israel, Canadá, Colombia, Ecuador, Argentina, Marruecos, Túnez, Francia, Italia, Alemania, Suiza, Portugal, Egipto, Jordania, Pakistán, China, Corea del Sur y Japón.
El Dúo Cassadó fue recomendado por Alicia de Larrocha como «el más brillante dúo representante de la música de cámara de España».
En 2021 se estrenó la serie de televisión Caminos de la Música, de la que Moll de Alba es la creadora y guionista, bajo la dirección de Pilar Pérez Solano. El objetivo es acercar la música al público, apostando por la cultura y la educación. Como ella misma señala "nuestra cultura es lo que realmente nos hace únicos y lo que nos une como sociedad. En la serie ponemos de manifiesto los valores de la música, tan unidos a la esencia del ser humano".

## Premios y reconocimientos
Ganó varios concursos de piano en Barcelona, porto y Mannheim.
En 2006, le concedieron el Premio Gran Canaria por la Real Sociedad Económica de Amigos del País.